# Список умерших в 987 году

## Январь
- 10 января — Пьетро I Орсеоло — 23-й венецианский дож (976—978)[1].

## Март
- 30 марта — Арнульф II, граф Фландрии (965—987) из Первого Фландрского дома[2].

## Май
- 22 мая — Людовик V, король Западно-Франкского королевства (Франции) (986—987)[3].

## Июнь
- 14 июня — Аарон, болгарский князь, соправитель Болгарии (971—987).

## Июль
- 21 июля — Жоффруа I Гризегонель, граф Анжуйский (958—987)[4].

## Сентябрь
- 8 сентября — Альберт I де Вермандуа, граф Вермандуа (946—987).

## Дата смерти неизвестна или требует уточнения
- Абу Али аль-Фариси, один из самых известных и плодовитых арабских грамматистов X века, лексикограф и чтец Корана.
- Абу Сулейман Сиджистани, персидский исламский философо-гуманист.
- Оуайн ап Хивел, король Дехейбарта и Поуиса (950—987)[5].